# Ольпень
Ольпе́нь (бел. Альпень) — деревня в Столинском районе Брестской области Беларуси. Входит в состав Велемичского сельсовета. Население — 400 человек (2019).

## География
Расположена в 3 км от Давид-Городка, в 40 км от Столина, в 285 км от Бреста, в 38 км от железнодорожной станции Горынь.

## История
Впервые упоминается в 1479 году.
После Второго раздела Речи Посполитой 1793 года в составе Хорской волости Мозырского уезда Минской губернии Российской империи во владении Наркуских.
В 1888 году построена деревянная Успенская церковь.
С 1921 по 1939 годы в составе Хорской гмины Лунинецкого повята Полесского воеводства Польши.
С 1939 года в составе Велемичского сельсовета Давид-Городокского района Пинской области БССР. С 8 января 1954 года в Брестской области.
C июля 1941 года по июль 1944 года была оккупирована немецко-фашистскими войсками. В деревне действовали партизаны отряда «Советская Беларусь». В 1969 году в составе колхоза «За Родину».

## Население
Население деревни на 2019 год составляло 400 человек.
| 1909 | 1939   | 2005  | 2009  | 2019  |
| ---- | ------ | ----- | ----- | ----- |
| 1150 | ▲ 1470 | ▼ 592 | ▼ 514 | ▼ 400 |

## Инфраструктура
Работают магазин, почта, ФАП (фельдшерско-акушерский пункт), учреждение образования «Ольпенская базовая школа». В Доме культуры действует краеведческий музей, открытый в честь творчества Дунина-Марцинкевича, который написал «Пинскую шляхту» под впечатлением окрестностей деревни.

## Достопримечательности
- Успенская церковь (1888)